# Ostichthys brachygnathus
Ostichthys brachygnathus är en fiskart som beskrevs av Randall och Myers, 1993. Ostichthys brachygnathus ingår i släktet Ostichthys och familjen Holocentridae. Inga underarter finns listade i Catalogue of Life.